# Telefonansage
Eine Telefonansage ist eine gespeicherte Sprachnachricht, die dem Teilnehmer automatisiert vorgespielt wird. Sie übermittelt in der Regel dem Teilnehmer bestimmte netz- oder teilnehmerseitige Informationen und kann auch zu Interaktion aufrufen.
Beispiele für Telefonansagen sind Informationen für den Anrufer über eine verzögerte Erreichbarkeit, Nichterreichbarkeit oder Abwesenheit des Angerufenen, mitunter kann der Anrufer auch eine Nachricht hinterlassen.
Die Ansagen werden entweder mittels Anrufbeantworter, Voice-Mail-System (VMS), Telefonanlage bzw. Audiotex-System individuell durch den Teilnehmer konfiguriert oder von den Netzbetreibern als netzseitige Ansagen geschaltet. Es sind heute vorwiegend digital gespeicherte Nachrichten, nur bei älteren Anrufbeantwortern auf Teilnehmerseite sind heute noch vereinzelt analoge Bänder in Gebrauch.
Neben diesen im Zusammenhang mit der Benutzung des Telefonnetzes stehenden Ansagen gab und gibt es auch von verschiedenen Anbietern betriebene Dienste, die ganz allgemeine Informationen als Ansage liefern, teilweise gegen besondere Gebühren als Mehrwertdienst. Dies können Wetterberichte, Nachrichten, Sportergebnisse, Börsendaten usw. sein. Ein weiteres Beispiel für derartige Telefonansagedienste sind Schneetelefone, die im Bereich des Tourismus Anwendung finden. Auch in der Verbrechensbekämpfung wurden solche Telefonansagen eingesetzt, in der Fernsehsendung Aktenzeichen XY ungelöst beispielsweise konnten Zuschauer unter bestimmten Rufnummern Stimmenaufzeichnungen von Tätern anhören. Heute ist die Bedeutung solcher Ansagendienste durch das Internet stark gesunken, sie werden aber immer noch angeboten.

## Unterscheidung
In Telekommunikationssystemen kann man generell zwischen festen Ansagen (englisch: fixed announcements) und variablen Ansagen (englisch: variable announcements) unterscheiden. Feste Ansagen bestehen dabei aus einem feststehenden Text und können einmal, mehrmals oder endlos abgespielt werden. Variable Ansagen bestehen aus festen Ansagen und variablen Teilen, beispielsweise der Nennung von Uhrzeit, Geldbeträgen und anderen situationsbedingten Variablen. Sie werden zu einer Ansage kombiniert und abgespielt.

## Netzbetreiber-Ansagen
Die in deutschen Telefonnetzen von Telefongesellschaften geschalteten üblichen kostenlosen vermittlungstechnischen Telefonansagen:
1. Ansage 1: Besetzt (eigentlich nur ein Ton und nur bei bestimmten Telefonanbietern eine gesprochene Ansage), gelegentlich kann man hier auch eine Nachricht hinterlassen (siehe auch Anklopfen). Bei Anrufen zu Mobilfunkzielen wird der Besetzt-Ton seit 2005 teilweise als kostenpflichtige Verbindung in Rechnung gestellt – s. u.
2. Ansage 2: Tonfolge aus drei verschiedenen Tönen und dann: „Kein Anschluss unter dieser Nummer“ oder alternativ „Keine Verbindung unter dieser Telefonnummer“. In der Regel ergeht diese Ansage, wenn eine gewählte Rufnummer nicht vergeben ist.
3. Ansage 3: „Dieser Anschluss ist vorübergehend nicht erreichbar. Bitte rufen Sie später wieder an.“ oder „Der Anschluss ist zurzeit nicht erreichbar“ oder „Ihr gewünschter Gesprächspartner ist zurzeit nicht erreichbar“ oder „Der gewünschte Gesprächspartner ist zurzeit nicht erreichbar, wird aber per SMS über ihren Anruf informiert“  Diese Ansage wird vorgespielt, wenn der gewählte Anschluss zwar existiert, aber entweder die Leitung gestört ist, oder wenn keine freien Vermittlungskapazitäten vorhanden sind (Überbuchung, tritt häufig bei besonders günstigen Call-by-Call-Anbietern auf) oder wenn ein Mobilfunk-Teilnehmer sein Mobiltelefon nicht eingeschaltet und auch keine Mobilbox aktiviert hat. Im letztgenannten Fall wird die Ansage seit 2005 zunehmend durch eine leicht abgewandelte Ansage, die meist kostenpflichtig für den Anrufer ist, ersetzt – siehe weiter unten. Ein weiterer Grund für die Ansage kann sein, dass der Teilnehmer das Telefon nicht aufgelegt hat (die Ansage kommt nach einer gewissen Zeit; vorher ertönt das Besetztzeichen). Alternativ ertönt anstelle dieser Ansage bei gestörten Leitungen oder Überbuchung der Netzkapazität auch ein Besetztton mit sehr kurzen Intervallen (Gassenbesetzt) oder bei Anrufen aus dem Mobilfunk eine kurze Folge von drei Tönen als Zeichen für die Netzüberlastung oder Störung.
4. Ansage 4: „Diese Rufnummer ist regional begrenzt und aus Ihrem Vorwahlbereich nicht erreichbar.“ – auch bei Sperrung von Rufnummern aus Mobilfunknetzen und von Telefonzellen aus.
5. Ansage 5: „Ihr Gesprächspartner ist besetzt, Sie klopfen an“ – nur von einigen Vermittlungsstellen anstelle des Freitons an den Anrufer gesendet während des Anklopfens.
6. Ansage 6: „Die gewählte Rufnummer ist besetzt. Möchten Sie verbunden werden, sobald diese frei ist, sagen Sie jetzt bitte Ja“ – Sprachsteuerung von Rückruf bei Besetzt im Netz der Deutschen Telekom
7. Ansage 7: „Der von Ihnen gewählte Netzbetreiber bietet den von Ihnen gewählten Dienst in Ihrem Bereich derzeit nicht an“ – der mittels Call-by-Call-Vorwahl gewählte Anbieter existiert nicht, bietet seine Dienste in der Region des Teilnehmers nicht an oder besitzt vor Ort keine ausreichende Netzzusammenschaltung für das Angebot von Call-by-Call-Ortsgesprächen.
8. Ansage 8: „(ISDN-)Dienst oder Dienstmerkmal nicht möglich“ – generische Fehlermeldung von Vermittlungseinrichtungen
9. Ansage 9: Preisansage bei Call-by-Call vor dem Verbindungsaufbau
10. Ansage 10: Netzbetreiberansage bei Wahl der Testrufnummern 0310/0311
11. Ansage 11: „Diese Rufnummer ist von Ihrem Anschluss nicht erreichbar“. Bei bestimmten Freephone-Nummern wird diese Ansage geschaltet, wenn der Anrufer nach kurzer Zeit wieder aufgelegt hat. In diesen Fällen wird Missbrauch unterstellt und die gerufene Nummer für 24 Stunden gesperrt.

Die Netzbetreiber-Ansagen werden in der Regel mit entsprechenden Hörtönen kombiniert, z. B. Hinweiston (3-Ton-Folge), Ansage 3, kurze Pause, Besetztton.

## Kostenpflichtige Nichterreichbarkeitsansage
Ab 2005 etablierten die deutschen Mobilfunkanbieter SMS-Benachrichtigungsdienste über entgangene Anrufe und schalten diese Anruf-Info per SMS seither unaufgefordert all ihren Kunden mit deaktivierter Mobilbox auf. Anrufer zu solchen Mobilfunkanschlüssen erhalten eine erweiterte Nichterreichbarkeitsansage mit folgendem Inhalt: „Der Teilnehmer ist im Moment nicht erreichbar, wird aber per SMS über ihren Anruf informiert.“ Ansagen dieser Form werden dem Anrufer (auch aus dem Festnetz) meist als kostenpflichtige Verbindung in Rechnung gestellt (außer bei Anrufen ins E-Plus-Netz), was anhaltende Kritik von Verbraucherschützern nach sich zog. Nach einem Urteil des Amtsgerichts Ulm im Juli 2006 ist die Inrechnungstellung von Kosten für Nichterreichbarkeitsansagen unzulässig, was jedoch von den Diensteanbietern unbeachtet blieb. Noch weniger transparent ist die Inrechnungstellung des Besetzttons – auch bei Abweisen (Wegdrücken) des Anrufers durch den Angerufenen – als für den Anrufer kostenpflichtige Verbindung, was bei Anrufen zu E-Plus-Postpaid-Vertragskunden Einzug hielt. Die Mobilfunkunternehmen rechtfertigen die unaufgeforderte Aufschaltung der Dienste mit der angeblich hohen Akzeptanz, da nur wenige Mobilfunkteilnehmer den Benachrichtigungsdienst für Anrufe zu ihrer eigenen Mobilfunkrufnummer deaktivieren lassen. Verbraucherschützer argumentieren dagegen, dies liege daran, dass nur den wenigsten Verbrauchern bekannt sei, dass Anrufern Kosten durch die Nichterreichbarkeitsansagen entstehen, und raten, gegebenenfalls bei Anrufen in die Netze von Vodafone und O2 die kostenpflichtigen Ansagen mittels Rufnummernunterdrückung zu unterbinden sowie entsprechende vom Telefonanbieter in Rechnung gestellte Verbindungsentgelte für solche Ansagen zurückzufordern.